# Rachel Elkind-Tourre
Rachel Elkind-Tourre a composé (avec Wendy Carlos) la bande originale de Shining de Stanley Kubrick.